# Kombinationspräparat
Als Kombinationspräparate (Composita) werden Medikamente bezeichnet, die mehrere Wirkstoffe enthalten. Die Kombination von Wirkstoffen hat eine verbesserte Hauptwirkung oder eine Erweiterung des Wirkungsspektrums zur Folge. Die fixe Kombination mehrerer für die Wirksamkeit erforderlichen Wirkstoffe ermöglicht die einfache, wirksame und sichere Anwendung.
Beispiele:
- Die Kombination eines Sulfonamids mit Trimethoprim erweitert das antibiotische Wirkspektrum.
- Bei den Ovulationshemmern ist eine Wirksamkeit nur gegeben durch die fixe Kombination eines Gestagens mit einem Estrogen.[2]

Enthält ein Arzneimittel mehr als einen Wirkstoff, so ist im Zulassungsantrag zu begründen, dass jeder Wirkstoff einen Beitrag zur positiven Beurteilung des Arzneimittels leistet, eine unzureichende Kombinationsbegründung ist ein Versagungsgrund.
Für manche Anwendungsgebiete im Selbstmedikationsbereich wird die fixe Kombination von mehreren Wirkstoffen kritisch gesehen.